# Clifford Chance
Clifford Chance LLP to brytyjska międzynarodowa firma prawnicza z siedzibą w Londynie w Anglii, będąca członkiem tzw. „Magic Circle”, elitarnej grupy brytyjskich firm prawniczych z siedzibą w Londynie. Clifford Chance to trzecią największa kancelaria prawnicza z siedzibą w Wielkiej Brytanii pod względem przychodów, które w latach 2022–2023 wyniosły 2,06 mld funtów.
Clifford Chance powstała w wyniku połączenia w 1987 dwóch londyńskich kancelarii prawnych – Coward Chance i Clifford Turner.
W 1992 Clifford Chance otworzyła biuro w Warszawie.
W 1999 firma Clifford Chance połączyła się z kancelarią prawniczą Pünder, Volhard, Weber & Axster z siedzibą we Frankfurcie oraz z założoną w 1871 amerykańską firmą Rogers & Wells. W 2002 Clifford Chance rozpoczęła działalność w Kalifornii, tworząc oddział zatrudniający prawie 50 prawników z rozpadającej się firmy internetowej Brobeck, Phleger & Harrison w Los Angeles, Palo Alto, San Diego i San Francisco. Wraz z pogorszeniem koniunktury w Kalifornii firma zamknęła swoją działalność na wybrzeżu Pacyfiku w 2007.
Clifford Chance była jedną z międzynarodowych firm prawniczych, które otworzyły biura w Japonii po złagodzeniu ograniczeń nałożonych na zagraniczne kancelarie prawne w 2005 roku.
Firma utraciła znaczne przychody podczas recesji pod koniec pierwszej dekady XXI wieku, a jej zyski spadły o 33,4% w roku finansowym 2008–2009. W ramach cięć kosztów w 2009 Clifford Chance ogłosiła plany zwolnienia 80 prawników i 115 personelu pomocniczego w Londynie. Warszawskie biuro Clifford Chance zostało uznane przez dziennik Rzeczpospolita za kancelarię o największych obrotach w 2008 (kancelaria przekroczyła próg 100 mln zł rocznych przychodów). W 2011 firma przeniosła zadania back-office do swojego Globalnego Centrum Usług Wspólnych zatrudniającego 350 pracownikóww New Delhi w Indiach.
W maju 2011 spółka Clifford Chance otworzyła biura w Australii, łącząc się z kancelariami: Chang, Pistilli & Simmons z siedzibą w Sydney i Cochrane Lishman Carson Luscombe z siedzibą w Perth. W lutym 2012 Clifford Chance otworzyła nowe biuro w Casablance, co umożliwiło jej po raz pierwszy na rozpoczącie działalności w Afryce. W lipcu 2012 Clifford Chance jako pierwsza firma z Wielkiej Brytanii otrzymała pozwolenie Ministerstwa Sprawiedliwości Korei Południowej na otwarcie biura w tym kraju.
W lutym 2018, po likwidacji firmy budowlanej i usługowej Carillion w styczniu 2018, około 60 pracowników działu usług prawnych Carillion z siedzibą w Newcastle dołączyło do Clifford Chance.
W 2020 roku biuro Clifford Chance we Frankfurcie (Niemcy) zostało przeszukane w ramach śledztwa dotyczącego rozliczeń podatkowych banku ABN Amro.
W marcu i kwietniu 2024 roku polskie biuro Clifford Chance było obiektem kontrowersji związanych z jej rolą w procesie zmian w mediach publicznych, wprowadzanych od końca 2023 roku przez nowe polskie władze.